# Michael Hayden
Michael Hayden (St. Louis, 28 luglio 1963) è un attore e cantante statunitense.

## Biografia
Ha studiato alla Juilliard School e ha recitato in diverse opere teatrali a Broadway, tra cui i musical Carousel (Theatre World Award, candidato al Drama Desk Award e al Laurence Olivier Award al miglior attore in un musical) e Cabaret e i drammi Judgement at Nuremberg (candidato al Tony Award al miglior attore non protagonista in uno spettacolo) ed Enrico IV.

## Filmografia parziale
- Murder One – serie TV, 41 episodi (1995-1997)
- Law & Order - I due volti della giustizia (Law & Order) – serie TV, 2 episodi (2001-2005)
- Law & Order - Unità vittime speciali (Law & Order: Special Victims Unit) – serie TV, episodio 4x06 (2002)
- Law & Order: Criminal Intent – serie TV, un episodio (2003)
- The Code (Thick as Thieves), regia di Mimi Leder (2009)
- Chicago Fire – serie TV, 4 episodi (2017-2018)
- Elementary – serie TV, episodio 7x12 (2019)
- Evil – serie TV, episodio 1x12 (2020)
- FBI: Most Wanted – serie TV, un episodio (2021)
- The Good Fight – serie TV, episodio 6x01 (2022)

## Doppiatori italiani
Nelle versioni in italiano delle opere in cui ha recitato, Michael Hayden è stato doppiato da:
- Loris Loddi in Murder One
- Danilo Bruni in Law & Order: Criminal Intent
- Valerio Sacco in The Code
- Alessio Cigliano in FBI: Most Wanted